# Pedrinhas Paulista
Pedrinhas Paulista é um município brasileiro do estado de São Paulo. Sua população estimada em 2024 era de 2.838 habitantes.

## História
Não há muito tempo, trens lotados partiam de diversas cidades da Itália com destino a vários países do velho continente e navios zarpavam em direção à América, eram os imigrantes italianos em busca de outra pátria que os acolhesse para viver e criar seus filhos em harmonia e em paz, longe da guerra e da destruição que se alastrou pelas montanhas e vales da Pátria mãe. 
Com as notícias vindas de outras partes do mundo, acendeu na mente daquele povo a esperança de encontrar novamente a alegria de viver e ter um lar feliz. 
Para trás, ficaram as lembranças da guerra, da destruição e durante a longa viagem se perguntavam ansiosos: 'Mérica, Mérica, Mérica, cossa sara lasta Mérica?' 
De um lado, tinham a certeza do sofrimento que lá ficou, mas de outro a incerteza de como seria essa América. Na verdade, a imigração italiana se iniciou em 1860 com grandes grupos tomando direção de alguns países da Europa e os demais, da América e da Austrália, chegando a 24.000.000 no início do século passado; para o Brasil, a partir de 1875 imigraram 1.500.000 em grande parte para substituir a mão-de-obra escrava, após a II Guerra, apenas 22.000. 
O Governo brasileiro tinha interesse na imigração para colonizar o interior, razão pela qual promulgou em 18 de setembro de 1945 o Decreto-Lei nº 7.967, que a reconhecia como de utilidade pública e regulamentava a sua seleção no exterior. 
A partir de 1949 e 1950, o Governo Italiano encaminhou a Missão Técnica Agrícola para realizar estudos de reconhecimento territorial e de fertilidade em áreas rurais de diversos países da América, inclusive do Brasil, onde foram escolhidos Joinville, em Santa Catarina, Santa Tereza, em Goiás, e Pedrinhas Paulista, em São Paulo, sendo esta a única que prosperou, graças à terra fértil do Vale do Paranapanema, aliada à garra de seu povo, e amparo constante de Dom Ernesto Montagner, pároco, diretor nato, presidente interino por algumas vezes e interlocutor entre os colonos e a Companhia. 
A missão da Companhia Brasileira de Colonização e Imigração Italiana era a de fixação e sustentação do colono italiano em solo brasileiro e de fazer cumprir o acordo firmado entre os dois países em 08/10/47. A Companhia planejou a colonização em duas etapas: a primeira, de implantação da infra-estrutura, foi idealizada pelos técnicos, engenheiros, com a colaboração dos oficiais da construção civil, que partiram do Posto de Gênova, em 31/08/51, com a tarefa de construir casas, pontes, estradas e dotar o pequeno núcleo de infra-estrutura capaz de receber os primeiros imigrantes. Estes chegaram em seguida para trabalhar na terra, trazendo quase nada além da roupa do corpo, mas, com a vontade de vencer e conquistar, iniciaram os trabalhos de lavrar a terra que tinham como prometida e abençoada, e aos poucos foram transformando tudo ao seu redor. Aonde apenas os pássaros cantavam, foram aparecendo e se misturando aos encantos da natureza, o murmúrio e a alegria da criançada recém-chegada. 

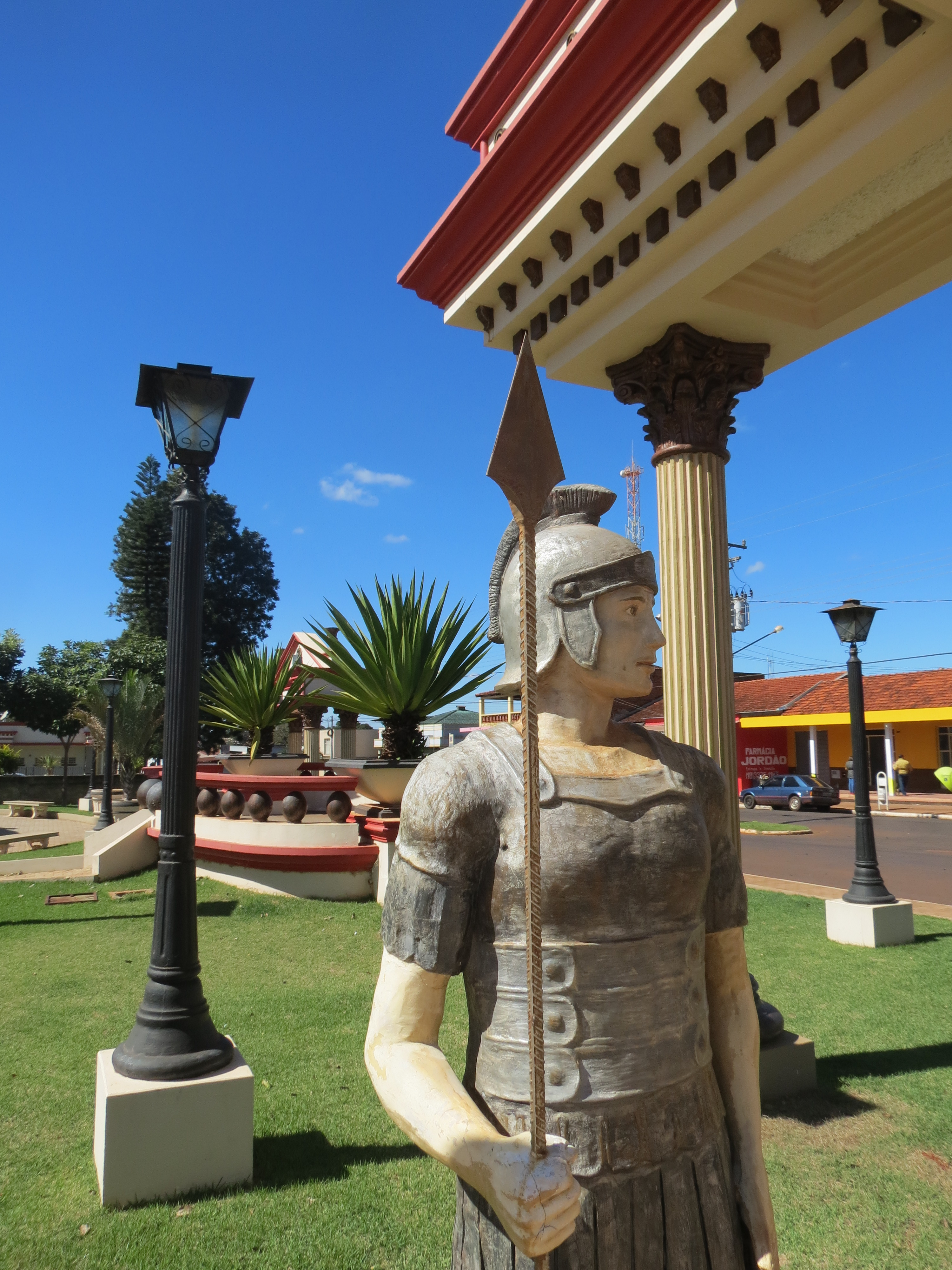
Estátua de soldado romano em Pedrinhas

O nome da colônia surgiu do Riacho Pedrinhas, de água transparente, que serpenteava suavemente entre grande quantidade de pequenas pedras ao fundo. 
A fundação da colônia foi marcada com grande festa que se realizou em 21 de setembro de 1952, quando se deu o lançamento da pedra fundamental da Igreja Matriz, na presença do Primeiro Presidente da companhia,Comendador Arturo Apollinari, do Professor Antonio de Benedictis, superintendente, do Professor Vittorio Ronchi, presidente do ICLE ( Instituto Nazionale de Credito Per Il Laboro Italiano Al' Estero) de Toma, dom Monsenhor Ernesto Montagner, vigário geral, diretor nato da Companhia, e da Sra. Celeste Sbais Guerin, nascida na Itália em 1883, pessoa mais idosa da colônia na época, que, convidada, teve a honra de participar do ato. 
Assim nasceu e se implantou a Colônia de Pedrinhas, que, em 13 de novembro de 1952, recebeu o maior grupo de imigrante italiano composto de 28 famílias.  Sendo um dos últimos núcleos organizados de imigração italiana no Brasil. 
Quase todos os habitantes são descendentes dessa última leva de imigrantes italianos, preservando o costume dos antepassados.
Logo de início a Companhia Brasileira de Colonização e Imigração Italiana organizou a Cooperativa Mista Agrícola de Pedrinhas em 06/11/01954, hoje denominada CAP - Cooperativa Agropecuária de Pedrinhas Paulista, em plena atividade, conhecida e reconhecida regionalmente. 
Pedrinhas Paulista viveu como núcleo colonial até 14/05/1980, quando foi elevada a Distrito, e alcançou a sua tão almejada emancipação político-administrativa em 30/12/1991, por iniciativa do ex-deputado paulista Antonio Carlos Tonca Falseti. Dentre as várias regiões que foram colonizadas pelos italianaos na América, Pedrinhas tece a felicidade de ser a única que obteve sucesso naquela época.

## Geografia
Localiza-se a uma latitude 22º48'54" sul e a uma longitude 50º47'38" oeste, estando a uma altitude de 330 metros. Possui uma área de 152,62 km². 

### Hidrografia
- Rio Paranapanema
- Rio Pedrinhas

### Rodovias
- SP-266 - Engº Elder de Sá
- SP-333 - Miguel Jubran

## Demografia

### Dados demográficos
Dados do Censo - 2010

| Cor/Raça | Percentagem |
| -------- | ----------- |
| Branca   | 82,9        |
| Morena   | 10,6        |
| Mulata   | 3,3         |
| Negra    | 2,5         |
| Amarela  | 0,4         |
| Indígena | 0,3         |

População Total: 2.940
- Urbana: 2.314
- Rural: 547
- Homens: 1.447
- Mulheres: 1.414

Eleitorado: 2.843
Densidade demográfica (hab./km²): 18,80
Mortalidade infantil até 1 ano (por mil): 11,75
Expectativa de vida (anos): 73,58
Taxa de fecundidade (filhos por mulher): 2,12
Taxa de Alfabetização: 90,93%
Índice de Desenvolvimento Humano (IDH-M): 0,819
- IDH-M Renda: 0,754
- IDH-M Longevidade: 0,810
- IDH-M Educação: 0,892

(Fonte: IPEADATA)

## Infraestrutura

### Comunicações
O sistema de telefones automáticos foi inaugurado na cidade em 1982 pela Telecomunicações de São Paulo (TELESP), que também implantou o sistema de discagem direta à distância (DDD) em 1988 com o código de área (0183). Anteriormente a cidade era atendida pela Empresa Telefônica Paulista.
Na década de 90 o código DDD da cidade foi alterado para (018), para padronização do sistema telefônico com a telefonia celular que estava sendo implantada em todo o estado.

## Religião
O Cristianismo se faz presente na cidade da seguinte forma:

### Igreja Católica
- A igreja faz parte da Diocese de Assis.[16]

### Igrejas Evangélicas
Entre as igrejas protestantes históricas, pentecostais e neopentecostais, encontram-se na cidade:
- Assembleia de Deus Ministério do Belém.[19][20]
- Congregação Cristã no Brasil.[21]